# Лувоа
Франсоа-Мишел ле Теље, маркиз од Лувоа (фр. François-Michel le Tellier, Marquis de Louvois; Париз, 18. јануара 1639 — 16. јула 1691), министар (секретар) рата Луја XIV, један од најпознатијих војних реформатора 17. века. 

## Биографија
Рођен је као син француског државника Мишела ле Тељеа (1603 – 1685), једног од водећих саветника Луја XIV.

### Реформа француске војске
Убрзо по преузимању дужности државног секретара (1668) предузео је опсежне реформе реорганизовања француске армије. Уместо дотадашње најамничке, створио је јаку, добро организовану и опремљену стајаћу војску, а систем принудног врбовања заменио је регрутовањем на добровољној основи. За 2 године (1666-1668) бројно стање француске војске повећало се од 70.000 на 120.000, а до 1691. достигло је око 446.000 људи. У међувремену, бројно стање је повећавано и смањивано (нарочито после деволуционог рата), али уместо расформирања јединица, Лувоа је задржавао штабове пукова у целини, а само је смањивао број људства у јединицама. Да би оперативну војску ослободио територијалних обавеза, 1688. формирао је провинцијску милицију од 25.000 људи за посаде тврђава, гарнизона и обалску одбрану. О издржавању милиције старале су се општине.
Упоредо је изменио и систем руковођења: функције командовања раздвојио је од управљања, с тим што су прве биле у надлежности краља, а управни послови у рукама секретара рата. После смрти Жан-Батиста Колбера и Жан-Батиста Сењелеа узео је под управу и сва утврђена места, основао Главну дирекцију фортификација са Вобаном на челу, с који је израдио обиман план о заштити земље изградњом бројних утврђења.
Истовремено је предузео и мере позадинског обезбеђења јединица и уређења државне територије. Између осталог, прописао је да се на маршу формирају покретне амбуланте, а у зони борбених дејстава војне болнице, а да би обезбедио редовно снабдевање трупа храном - оснива војне магацине.
Реформе које је Лувоа спроводио задирале су готово у све области војне организације. Покушао је да уведе ред у систему куповања пуковничких и капетанских чинова, одузео је право вишем командантима да именују официре, за осиромашене племиће, који нису могли купити чету или пук установио је мајорски и потпуковнички чин, а да би завео ред у систему унапређивања официра устројио је ранг-листу. После увођења униформи у неколико пукова, постепено је униформисао целу војску (1668. гарду, 1670. пешадију и 1690. коњицу), а да би што боље оспособио стрешински кадар одредио је да млади племићи (који желе официрску службу) обавезно заврше основну обуку у гарди и тек после тога добијају одобрење за куповање чете. Иницијативом Лувоа у Паризу је 1670-1674. подигнут и Дом инвалида за сиромашне и ислужене официре и војнике, а 1688. основао је и Ратни архив ради прикупљања докумената за ратну историју.